# Salar del Soronal
Salar del Soronal är en saltslätt i Chile.   Den ligger i regionen Región de Tarapacá, i den norra delen av landet, 1 400 km norr om huvudstaden Santiago de Chile.